# Anthology 1
Anthology 1 es un álbum recopilatorio que contiene material inédito, tomas descartadas y versiones alternativas de canciones conocidas de 1958 a 1964 de la banda de rock The Beatles, publicado el 21 de noviembre de 1995, como parte de la serie The Beatles Anthology. lanzado juntos de los tres álbumes Anthology 2 y Anthology 3, con rarezas y tomas alternativas de canciones grabadas, incluyendo grabaciones caseras registradas durante la existencia de The Quarrymen y la audición de Decca Records. Asimismo, el álbum incluye «Free as a Bird», el primer tema nuevo de la banda en los 25 años sin ninguna publicación.

## Contenido
Anthology 1 supone, tras Live at the BBC, la segunda edición programada por Apple Corps con interés histórico y musicológico, al incluir temas procedentes de la primera formación del grupo, en la cual figuraban Stuart Sutcliffe y Pete Best. Sutcliffe, primer bajista del grupo posteriormente reemplazado por Paul McCartney, figura en la grabación de «Hallelujah, I Love Her So», «You'll Be Mine» y «Cayenne». Por otra parte, Pete Best, batería del grupo hasta poco después de la audición para Decca Records, figura en los temas «My Bonnie», «Cry for a Shadow», «Ain't She Sweet», «Searchin'», «Three Cool Cats», «The Sheik of Araby», «Like Dreamers Do», «Hello Little Girl», «Besame Mucho» y «Love Me Do». Esta última canción es la grabación original registrada el 6 de junio de 1962, con Pete Best a la batería, antes de que se volviese a grabar más adelante para el primer sencillo de The Beatles.

## Recepción
El álbum obtuvo un gran éxito comercial a nivel global. Supuso el primer álbum del grupo en entrar directamente en la lista de Billboard 200 en el puesto n.º 1 con 855.473 copias vendidas, convirtiéndose así en el 27º álbum que mejor se había vendido durante su primera semana en la historia del registro de SoundScan. En su segunda semana, Anthology 1 vendió 453.000 copias, manteniéndose en la primera posición de la lista. La tercera semana mantendría el nivel de ventas, igualando las 453.000 copias vendidas durante su segunda semana en el mercado. En su cuarta semana volvería a vender la misma cantidad de copias de la semana pasada, aunque sería desplazado de la primera posición por el álbum Daydream, de Mariah Carey. A la semana siguiente cayó al tercer puesto, aun habiéndose vendido 601.000 copias del álbum. Finalmente, Anthology 1 fue certificado con tres discos platino por la RIAA después de llevar seis semanas en el mercado estadounidense. En total, el álbum se mantuvo 29 semanas dentro del Billboard 200, con 3.639.000 copias acumuladas vendidas a día de 1 de abril de 2001.
En el Reino Unido, la reacción comercial tras la publicación de Anthology 1 fue similar, si bien el álbum sólo se alzaría hasta la posición n.º 2. En Australia, el álbum pasaría dos semanas en el puesto n.º 1 durante diciembre de 1995.

## Lista de canciones
Todas las canciones escritas y compuestas por John Lennon—Paul McCartney, excepto donde esta anotado.
- Disco 1

| Disc 1 | |                                     |          |  |
| N.º    | Título | Vocalista principal                 | Duración |  |
| 1.     | «Free as a Bird» (Composición original por John Lennon. Versión de los Beatles por John Lennon, Paul McCartney, George Harrison y Ringo Starr) | Lennon; McCartney, Harrison y Starr | 4:25     |  |
| 2.     | «Speech: John Lennon» |                                     | 0:12     |  |
| 3.     | «That'll Be the Day» (Jerry Allison, Buddy Holly, Norman Petty)                                                                                | Lennon, McCartney y Harrison        | 2:08     |  |
| 4.     | «In Spite of All the Danger» (Paul McCartney y George Harrison)                                                                                | Lennon, McCartney y Harrison        | 2:45     |  |
| 5.     | «Speech: Paul McCartney» |                                     | 0:18     |  |
| 6.     | «Hallelujah, I Love Her So» (Ray Charles) | McCartney                           | 1:13     |  |
| 7.     | «You'll Be Mine» (Paul McCartney y John Lennon)                                                                                                | McCartney y Lennon                  | 1:39     |  |
| 8.     | «Cayenne » (Paul McCartney) | (Instrumental)                      | 1:14     |  |
| 9.     | «Speech: Paul» |                                     | 0:07     |  |
| 10.    | «My Bonnie» (Tradicional, arreglada por Tony Sheridan)                                                                                         | Sheridan                            | 2:42     |  |
| 11.    | «Ain't She Sweet» (Milton Ager [música], Jack Yellen [letra])                                                                                  | Lennon                              | 2:13     |  |
| 12.    | «Cry for a Shadow» (George Harrison, John Lennon)                                                                                              | (Instrumental)                      | 2:22     |  |
| 13.    | «Speech: John» |                                     | 0:10     |  |
| 14.    | «Speech: Brian Epstein» |                                     | 0:18     |  |
| 15.    | «Searchin'» (Jerry Leiber [letra], Mike Stoller [música])                                                                                      | McCartney                           | 3:00     |  |
| 16.    | «Three Cool Cats» (Jerry Leiber [letra], Mike Stoller [música])                                                                                | Harrison                            | 2:25     |  |
| 17.    | «The Sheik of Araby» (Harry B Smith y Francis Wheeler [letra], Ted Snyder [música])                                                            | Harrison                            | 1:43     |  |
| 18.    | «Like Dreamers Do» | McCartney                           | 2:36     |  |
| 19.    | «Hello Little Girl» | Lennon                              | 1:40     |  |
| 20.    | «Speech: Brian Epstein» |                                     | 0:32     |  |
| 21.    | «Bésame Mucho» (Consuelo Velázquez [música], Sunny Skylar [letra])                                                                             | McCartney                           | 2:37     |  |
| 22.    | «Love Me Do» | Lennon y McCartney                  | 2:32     |  |
| 23.    | «How Do You Do It» (Mitch Murray) | Lennon                              | 1:57     |  |
| 24.    | «Please Please Me» | Lennon                              | 1:59     |  |
| 25.    | «One After 909 (Sequence)» | Lennon y McCartney                  | 2:23     |  |
| 26.    | «One After 909» | Lennon y McCartney                  | 2:56     |  |
| 27.    | «Lend Me Your Comb» (Kay Twomey, Fred Wise, Ben Weisman)                                                                                       | McCartney y Lennon                  | 1:50     |  |
| 28.    | «I'll Get You» | Lennon y McCartney                  | 2:08     |  |
| 29.    | «Speech: John» |                                     | 0:12     |  |
| 30.    | «I Saw Her Standing There» | McCartney                           | 2:49     |  |
| 31.    | «From Me to You» | Lennon y McCartney                  | 2:05     |  |
| 32.    | «Money (That's What I Want)» (Berry Gordy Jr, Janie Bradford)                                                                                  | Lennon                              | 2:52     |  |
| 33.    | «You Really Got a Hold on Me» (William «Smokey» Robinson)                                                                                      | Lennon y Harrison                   | 2:58     |  |
| 34.    | «Roll Over Beethoven» (Chuck Berry) | Harrison                            | 2:22     |  |
| 65:22  | |                                     |          |  |

- Disco 2

| Disc 2 |                                                                                               |                                               |          |  |
| N.º    | Título                                                                                        | Vocalista principal                           | Duración |  |
| 1.     | «She Loves You»                                                                               | Lennon y McCartney                            | 2:50     |  |
| 2.     | «Till There Was You» (Meredith Willson)                                                       | McCartney                                     | 2:54     |  |
| 3.     | «Twist and Shout» (Bert Russell, Phil Medley)                                                 | Lennon                                        | 3:05     |  |
| 4.     | «This Boy»                                                                                    | Lennon y McCartney                            | 2:22     |  |
| 5.     | «I Want to Hold Your Hand»                                                                    | Lennon y McCartney                            | 2:37     |  |
| 6.     | «Speech: Eric Morecambe and Ernie Wise»                                                       |                                               | 2:06     |  |
| 7.     | «Moonlight Bay» (Edward Madden, Percy Wenrich)                                                | Lennon, McCartney, Harrison, Morecambe y Wise | 0:50     |  |
| 8.     | «Can't Buy Me Love»                                                                           | McCartney                                     | 2:10     |  |
| 9.     | «All My Loving»                                                                               | McCartney                                     | 2:19     |  |
| 10.    | «You Can't Do That»                                                                           | Lennon                                        | 2:42     |  |
| 11.    | «And I Love Her»                                                                              | McCartney                                     | 1:52     |  |
| 12.    | «A Hard Day's Night»                                                                          | Lennon                                        | 2:44     |  |
| 13.    | «I Wanna Be Your Man»                                                                         | Starr                                         | 1:48     |  |
| 14.    | «Long Tall Sally» (Enotris Johnson, Richard Penniman, Robert Blackwell)                       | McCartney                                     | 1:45     |  |
| 15.    | «Boys» (Luther Dixon, Wes Farrell)                                                            | Starr                                         | 1:50     |  |
| 16.    | «Shout» (Rudolph Isley, Ronald Isley, O'Kelly Isley)                                          | McCartney, Lennon, Harrison y Starr           | 1:31     |  |
| 17.    | «I'll Be Back (Take 2)»                                                                       | Lennon                                        | 1:13     |  |
| 18.    | «I'll Be Back (Take 3)»                                                                       | Lennon                                        | 1:58     |  |
| 19.    | «You Know What to Do» (George Harrison)                                                       | Harrison                                      | 1:59     |  |
| 20.    | «No Reply (Demo)»                                                                             | Lennon                                        | 1:46     |  |
| 21.    | «Mr Moonlight» (Roy Lee Johnson)                                                              | Lennon                                        | 2:47     |  |
| 22.    | «Leave My Kitten Alone» (Little Willie John, Titus Turner, James McDougal)                    | Lennon                                        | 2:57     |  |
| 23.    | «No Reply»                                                                                    | Lennon                                        | 2:29     |  |
| 24.    | «Eight Days a Week (Sequence)»                                                                | Lennon                                        | 1:25     |  |
| 25.    | «Eight Days a Week (Complete)»                                                                | Lennon                                        | 2:48     |  |
| 26.    | «Kansas City/Hey-Hey-Hey-Hey!» (Jerry Leiber [letra], Mike Stoller [música]/Richard Penniman) | McCartney                                     | 2:44     |  |
| 57:31  |                                                                                               |                                               |          |  |

## Contexto de las canciones
| Título | Anotación |
| --- | --- |
| «Free as a Bird» | Demo registrada por John Lennon cerca de 1977 y completada por McCartney, Harrison y Starr en los Mill Studios de Sussex, Inglaterra, el 11 de febrero de 1994 |
| «We were four guys ... that's all»                                                                                                | Extracto de una entrevista de John Lennon concedida a Jann Wenner, de la revista Rolling Stone, el 8 de diciembre de 1970 en Nueva York |
| «That'll Be the Day»* «In Spite of All the Danger»*                                                                               | Grabadas en los Phillips Sound Recording Service, Liverpool, primavera o verano de 1958, como los Quarry Men. Músicos: John Lennon, Paul McCartney, George Harrison (guitarras), John Lowe (piano) y Colin Hanton (batería)                                                                                |
| «Sometimes I'd borrow ... those still exist»                                                                                      | Extracto de una entrevista de Paul McCartney concedida a Mark Lewisohn en Londres el 3 de noviembre de 1994 |
| «Hallelujah, I Love Her So»* «You'll Be Mine»* «Cayenne»*                                                                         | Grabadas en Liverpool en casa de Paul McCartney en primavera o comienzos de verano de 1960. Músicos: John Lennon, Paul McCartney, George Harrison y Stuart Sutcliffe |
| «First of all ... it didn't do a thing here»                                                                                      | Extracto de una entrevista de Paul McCartney concedida entre bastidores a Malcom Threadgill en Hulme Hall, Port Sunlight (condado de Cheshire) el 27 de octubre de 1962 |
| «My Bonnie» «Ain't She Sweet» «Cry for a Shadow»                                                                                  | Grabadas el 22 de junio de 1961 en el Friedrich-Ebert-Halle, Hamburgo (Alemania). Músicos: Tony Sheridan (únicamente en «My Bonnie»), John Lennon, Paul McCartney, George Harrison y Pete Best |
| «Brian was a beautiful guy ... he presented us well»                                                                              | Extracto de una entrevista de John Lennon concedida a David Wigg en Nueva York en octubre de 1971 |
| «I secured them ... a Beatle drink even then»                                                                                     | Brian Epstein leyendo un extracto de su autobiografía A Cellarfull of Noise. Fue grabado el 13 de octubre de 1964 en los EMI Studios de Londres con la intención de registrar el suficiente material como para poder ser editado en un álbum, aunque las sesiones quedarían finalmente incompletas         |
| «Searchin'»* «Three Cool Cats»* «The Sheik of Araby»* «Like Dreamers Do»* «Hello Little Girl»*                                    | Grabadas durante la audición de los Beatles (Lennon, McCartney, Harrison y Pete Best) para Decca Records el 1 de enero de 1962 |
| «Well, the recording test ... by my artists»                                                                                      | Brian Epstein leyendo un extracto de su autobiografía A Cellarfull of Noise. Grabado el 13 de octubre de 1964 en los EMI Studios de Londres |
| «Besame Mucho»* «Love Me Do»* | Grabadas en Londres durante la audición para Parlophone el 6 de junio de 1962. Última grabación con Pete Best a la batería |
| «How Do You Do It»* | Grabada el 4 de septiembre de 1962 en los EMI Studios de Londres, como posible primer sencillo para los Beatles |
| «Please Please Me»* | Grabada el 11 de septiembre de 1962 en los EMI Studios de Londres, con Andy White a la batería |
| «One After 909» (sequence)* «One After 909» (complete)*                                                                           | Grabada el 5 de marzo de 1963 en los EMI Studios de Londres |
| «Lend Me Your Comb»* | Grabada en vivo en la Maida Vale Studios de la BBC en Londres el 2 de julio de 1963 y retransmitida en el programa de radio Pop Go The Beatles el 16 de julio de 1963 |
| «I'll Get You»* | Interpretada en directo en el programa de televisión Val Parnell's Sunday Night at the London Palladium el 13 de octubre de 1963 |
| «We were performers ... in Britain»                                                                                               | Extracto de una entrevista de John Lennon concedida a Jann Wenner, de la revista Rolling Stone, el 8 de diciembre de 1970 en Nueva York |
| «I Saw Her Standing There»* «From Me to You»* «Money (That's What I Want)»* «You Really Got a Hold on Me»* «Roll Over Beethoven»* | Grabadas en vivo en el Karlaplansstudion, Estocolmo (Suecia), el 24 de octubre de 1963, para el programa The Beatles, popgrupp från Liverpool på besök i Stockholm (The Beatles, grupo pop de Liverpool de visita en Estocolmo), retransmitido el 11 de noviembre de 1963 por la radio estatal sueca SR P1 |
| Título | Anotación |
| «She Loves You»* «Till There Was You»* «Twist and Shout»*                                                                         | Grabadas en vivo en el Prince of Wales Theatre, Londres, el 4 de noviembre de 1963, para el Royal Command Performance (conocido también como Royal Variety Show), y retransmitido por la televisión el 10 de noviembre de 1963                                                                             |
| «This Boy»* «I Want to Hold Your Hand»* «Boys, what I was thinking...» «Moonlight Bay»*                                           | Grabado en vivo en los ATV Studios, Borehamwood (Hertfordshire), el 2 de diciembre de 1963 para el programa televisivo Two of a Kind, de los humoristas Eric Morecambe y Ernie Wise, retransmitido el 18 de abril de 1964                                                                                  |
| «Can't Buy Me Love» | Tomas 1 y 2. Grabada en el Pathé Marconi Studio de EMI en París (Francia) el 29 de enero de 1964 |
| «All My Loving»* | Interpretada en directo desde los estudios de la CBS de Nueva York en el programa de televisión The Ed Sullivan Show el 9 de febrero de 1964 |
| «You Can't Do That» «And I Love Her»                                                                                              | Toma 6 de «You Can't Do That», y toma 2 de «And I Love Her». Grabadas el 25 de febrero de 1964 en los EMI Studios de Londres |
| «A Hard Day's Night» | Toma 1. Grabada el 16 de abril de 1964 en los EMI Studios de Londres |
| «I Wanna Be Your Man» «Long Tall Sally» «Boys» «Shout»                                                                            | Grabadas el 19 de abril de 1964 en los IBC Studios, Londres, para el especial de televisión Around The Beatles, retransmitido el 6 de mayo de 1964. La canción «Boys» no llegaría a ser incluida en el listado final del programa                                                                          |
| «I'll Be Back» (Take 2) «I'll Be Back» (Take 3)                                                                                   | Tomas 2 y 3 de la canción grabada el 1 de junio de 1964 en los EMI Studios de Londres |
| «You Know What to Do» «No Reply» (demo)                                                                                           | Grabadas el 3 de junio de 1964 en los EMI Studios de Londres |
| «Mr Moonlight» «Leave My Kitten Alone»                                                                                            | Tomas 1 y 4 de «Mr Moonlight», y toma 5 de «Leave My Kitten Alone». Grabadas el 14 de agosto de 1964 en los EMI Studios de Londres |
| «No Reply» | Toma 2. Grabada el 30 de septiembre de 1964 en los EMI Studios de Londres |
| «Eight Days a Week» (sequence) «Eight Days a Week» (complete)                                                                     | Tomas 1, 2 y 4 (sequence), y toma 5 (complete). Grabada el 6 de octubre de 1964 en los EMI Studios de Londres |
| «Kansas City/Hey-Hey-Hey-Hey!» | Toma 2 de un total de dos tomas en que fue registrada la canción el 18 de octubre de 1964, efectuada en los EMI Studios de Londres |
| * = grabación presentada con sonido monoaural                                                                                     | |

## Personal
- John Lennon: voz y guitarra rítmica
- Paul McCartney: voz, guitarras y bajo
- George Harrison: voz y guitarra principal
- Ringo Starr: voz, batería y percusión
- Pete Best: batería en «My Bonnie», «Ain't She Sweet», «Cry for a Shadow», «Searchin'», «Three Cool Cats», «The Sheik of Araby», «Like Dreamers Do», «Hello Little Girl», «Besame Mucho» y «Love Me Do»
- Colin Hanton: batería en «That'll Be the Day» e «In Spite of All the Danger»
- John Lowe: piano en «That'll Be the Day» e «In Spite of All the Danger»
- Tony Sheridan: voz en «My Bonnie»
- Stuart Sutcliffe: bajo en «Hallelujah, I Love Her So», «You'll Be Mine» y «Cayenne»
- Andy White: batería en «Please Please Me»

## Posición en las listas
| Año  | País           | Lista         | Posición |
| ---- | -------------- | ------------- | -------- |
| 1995 | Reino Unido    | Music Week    | 2        |
| 1995 | Estados Unidos | Billboard 200 | 1        |